# Coki Debernardi
César Coki Debernardi (Cañada de Gómez, 23 de abril de 1966) es un músico de rock argentino que desarrolló su carrera en la ciudad de Rosario.

## Trayectoria
En los años ochenta ―junto a Carlos Verdichio (en bajo eléctrico), Juan Albertengo (en batería), Rubén Vínculos Carrera (en teclados y coros) y Tato Fernández (en saxo)― formó la banda Punto G, banda mítica de la escena rosarina que estuvo en actividad hasta entrados los noventa y sacó tres discos. Luego de la disolución de Punto G, en 1998 Coki Debernardi formó la banda Coki and the Killer Burritos, una banda con formación cambiante con la que sacó cuatro discos y sigue en actividad hasta hoy. Aunque todavía es casi desconocido para el gran público a nivel nacional, Coki ya es un músico de culto en Rosario y se ganó el respeto de sus pares. Ha compartido escenario y grabaciones con músicos de la talla de Charly García, Andrés Calamaro y Fito Páez.

Originalmente estaba integrada por los músicos de la banda Mortadela Rancia (Gonzalo Aloras, Lisandro Falcone y Diego Giordano). Luego de participar en el festival Ni Un Paso Atrás, realizado en el estadio de Rosario Central y a beneficio de las Madres de Plaza de Mayo, Coki ingresó en los estudios Alfa Centauro para registrar el álbum Mi parrillada sin una formación fija, sino con la participación de diversos músicos, entre ellos Gonzalo Aloras, Fabián Gallardo, Carlos González, Fabián Llonch y Andrés Calamaro como invitado. En 2001 realizaron una gira por España y al regresar grabaron Un millón de dólares en los estudios Circo Beat (de Fito Páez, en Buenos Aires). Por entonces, Debernardi era acompañado por Emiliana Arias (batería) y Julián Acuña (guitarras). Ese mismo trío registró el simple Perdida (en 2004). A fines de 2007 lanzó No creamos nada, un EP de cinco cóvers, que publicó gratuitamente en internet.
La interpretación del tema «Canción de amor mientras tanto» en el Teatro El Círculo cuando Fito Páez celebró sus veinte años con la música fue un importante hito en su carrera.
En 2016 durante una entrevista en ROSARIO3.COM indicó que no desea que lo llamen más "COKI" que hasta le ha sacado el nombre a los discos y a la banda, puesto que actualmente se llama KILLER BURRITOS.«Mesa de Diálogo | Coki Debernardi»

## Discografía
Con la banda Punto G
- 1989: Todo lo que acaba se vuelve insoportable.
- 1991: Punto G.
- 1993: El último salva a todos.

Con la banda Coki and the Killer Burritos
- 1998: Mi parrillada.
- 2001: Un millón de dólares.
- 2005: Perdida.
- 2007: No creamos nada.
- 2012: Viva Rosario (Disco y DVD en vivo)
- 2015: Chico dinamita amor.
- 2022: Fugitivo.